# Festival international du film de Mar del Plata 2021
Le Festival international du film de Mar del Plata 2021, 36e édition du festival, se déroule du 18 au 28 novembre 2021.

## Déroulement et faits marquants
Le 27 novembre 2021, le palmarès est dévoilé : le film iranien Hit the Road de Panah Panahi remporte l'Astor d'or du meilleur film. L'Astor du meilleur réalisateur est remis à Maureen Fazendeiro et Miguel Gomes pour Journal de Tûoa,

## Jury

### Compétition internationale
- Paz Encina, réalisatrice
- Mitra Farahani, réalisatrice
- Aurélie Godet, programmatrice
- Haden Guest, historien, directeur du Harvard Film Archive
- Federico Veiroj, réalisateur

## Sélection

### En compétition internationale
- Petite Maman de Céline Sciamma  France
- What Do We See When We Look at the Sky ? de Alexandre Koberidze  Géorgie
- La Jeune Fille et l'Araignée de Ramon Zürcher et Silvan Zürcher  Suisse
- Journal de Tûoa (Diários de Otsoga) de Maureen Fazendeiro et Miguel Gomes  Portugal
- Kim Min-young of the Report Card de Lim Jisun et Lee Jae-eun  Corée du Sud
- Hit the Road de Panah Panahi  Iran
- Re Granchio de Alessio Rigo de Righi et Matteo Zoppis  Italie
- Espíritu sagrado de Chema García Ibarra  Espagne
- Quién lo impide de Jonás Trueba  Espagne
- Álbum para la juventud de Malena Solarz  Argentine
- Hellbender de John Adams, Toby Poser et Zelda Adams  États-Unis
- El Otro Tom de Rodrigo Plá et Laura Santullo  Mexique

### En compétition latino-américaine
- El perro que no calla de Ana Katz  Argentine
- Aurora de Paz Fábrega  Costa Rica
- Carajita de Silvina Schnicer et Ulises Porra  Argentine  République dominicaine
- 9 de Martín Barrenechea et Nicolás Branca  Argentine  Uruguay
- Bob Cuspe: Nós não gostamos de gente de Cesar Cabral  Brésil
- La encomienda de Pablo Giorgelli  Argentine  Uruguay
- De todas las cosas que se han de saber de Sofía Velázquez Nuñez  Pérou
- Camila saldrá esta noche de Inés Barrionuevo  Argentine
- El cielo está rojo de Francina Carbonell  Chili
- Yo y las bestias de Nico Manzano  Venezuela
- Piedra noche de Iván Fund  Argentine
- Jesús López de Maximiliano Schonfeld  Argentine

## Palmarès

### En compétition internationale
- Astor d'or du meilleur film : Hit the Road de Panah Panahi
- Prix spécial du jury : What Do We See When We Look at the Sky ? de Alexandre Koberidze
- Astor du meilleur réalisateur : Maureen Fazendeiro et Miguel Gomes pour Journal de Tûoa
- Astor de la meilleure interprétation (ex-æquo) : Candela Recio pour son rôle dans Quién lo impide et Zelda Adams pour son rôle dans Hellbender
- Astor du meilleur scénario : Ramon et Silvan Zürcher pour La Jeune Fille et l'Araignée
- Mention spéciale : Espíritu sagrado de Chema García Ibarra
- Mention spéciale : Kim Min-young of the Report Card de Lim Jisun et Lee Jae-eun

### En compétition latino-américaine
- Meilleur film  : Jesús López de Maximiliano Schonfeld
- Mention spéciale : De todas las cosas que se han de saber de Sofía Velázquez Nuñez